# 暁霞村
暁霞村（あかつかむら、ぎょうかむら）は、高知県香美郡にあった村。現在の香美市の南西部、概ね物部川の中流右岸にあたる。

## 地理
- 河川：物部川
- 山岳：赤塚山

## 歴史
- 1889年（明治22年）4月1日 - 町村制の施行により、古井村・川野村・五百蔵村・白川村・荒瀬村・西峯村・有川村・西又村の区域をもって発足。
- 1956年（昭和31年）3月30日 - 美良布町と合併して大宮町が発足。同日暁霞村廃止。

## 行政[編集]

### 歴代村長
（『香北町史』香北町教育委員会, 1968年）